# Mokil (langue)
Cet article concerne la langue mokil. Pour l'île de Mokil, voir Mokil.
Le mokil (ou mokilais, calque de l’anglais Mokilese ou encore mwoakiloa, mwoakilese) est une langue micronésienne parlée sur l’atoll de Mokil, à l’est des îles Carolines, dans l’État de Pohnpei en États fédérés de Micronésie. Il est parlé par 1 050 locuteurs en Micronésie et moins de 500 locuteurs sur l’atoll de Mokil. Au total, 1 230 personnes le parlent dans tous les pays, y compris 180 aux États-Unis, recensement de 2000. Il est proche du pingelap (à 79 %) et du pohnpei (à 75 %).